# Ap Lei Chau
Ap Lei Chau is een Hongkongs eiland dat ten zuidwesten van Hongkong-eiland ligt. Het eiland heeft een oppervlakte van 1,32 km².
Het eiland is het een van de dichtstbevolkte eilanden ter wereld.

## Geschiedenis
Ap Lei Chau is voor het eerst op een kaart uit de Ming-dynastie gevonden. Er stond toen ook het dorp "Heung Kôong Tsuun/香港村" op de kaart.
Ap Lei Chau was vroeger een tyfoonschuilplaats. Voor de Eerste Opiumoorlog was er een vissersdorp op het eiland. Na het Verdrag van Nanjing werd het eiland toegekend aan de Britten. Op Ap Lei Chau staat de bijna honderdvijftig jaar oude Shui Yuettempel van Ap Lei Chau.
In 1968 begon de Hongkongse overheid met de bouw van een elektriciteitscentrale om elektriciteit op te wekken voor het eiland en Hongkong-eiland. In 1980 kwam er een brug die het eiland met Hongkong-eiland verbindt. Negen jaar later werd de elektriciteitscentrale voor Hongkong-eiland verplaatst naar Lamma-eiland en die op Ap Lei Chau werd gesloopt.

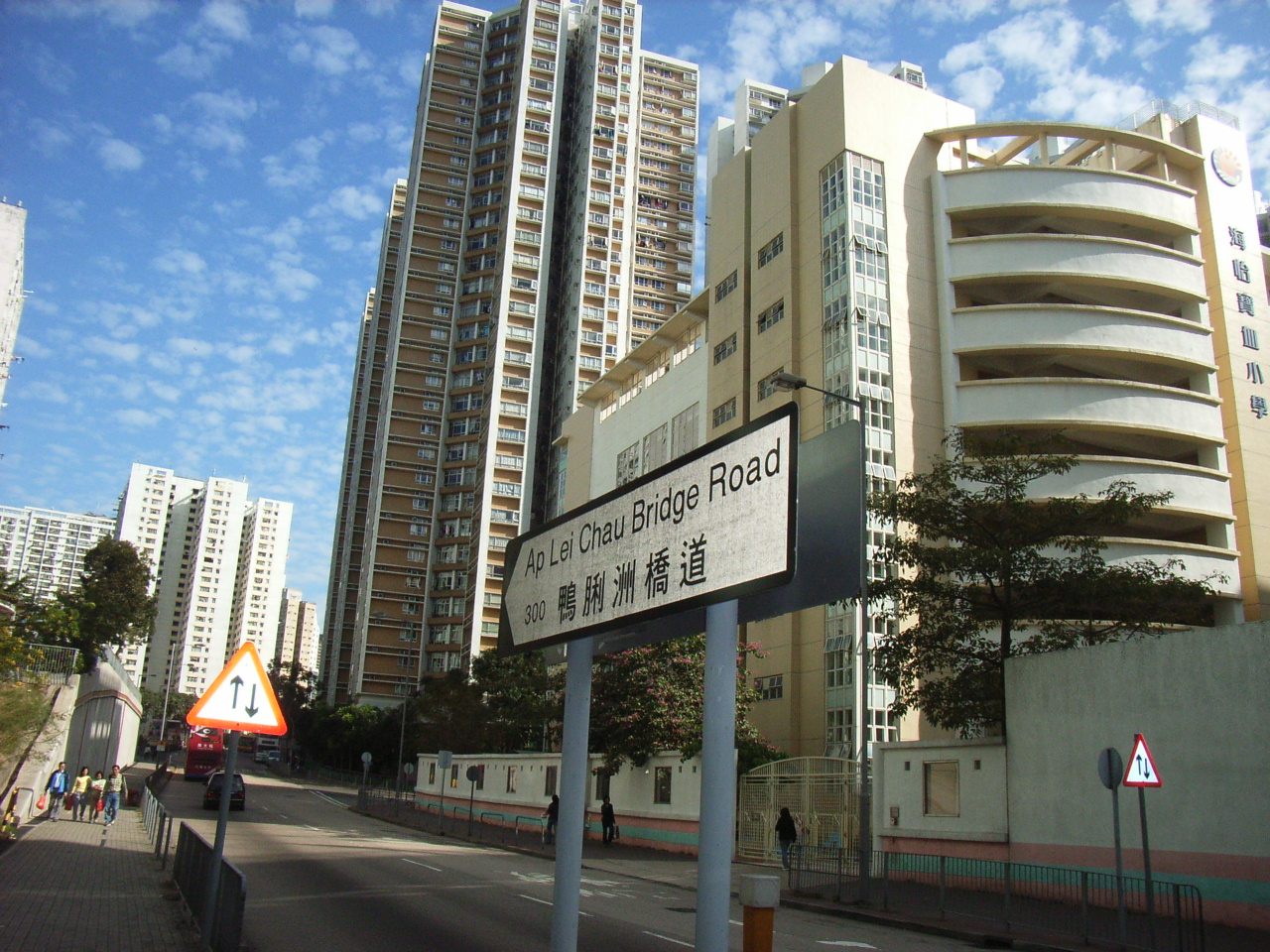
Een hoofdstraat in Ap Lei Chau
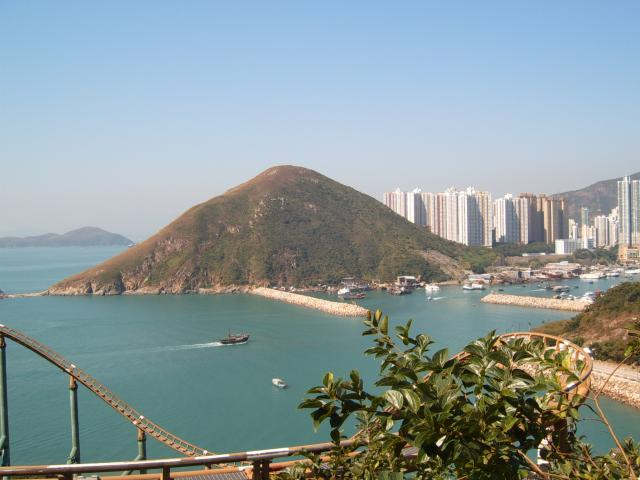
Mount Johnston op Ap Lei Chau